# Loveth Omoruyi
Oghosasere Loveth "Lolly" Omoruyi (Lodi, 25 de agosto de 2002) é uma jogadora de voleibol italiana, que atua na posição de ponteira.

## Carreira
Nascida em Lodi de pais de origem nigeriana, Omoruyi é a segunda filha de quatro irmãos. Começou a jogar voleibol ainda criança, no Oratório Sant'Alberto, na sua cidade natal. A sua carreira profissional começou em 2016 com o Pro Patria Milan, na liga B2, a quarta categoria do voleibol feminino italiano.
Em 2021, Omoruyi se tornou campeã mundial sub-20 e, no mesmo ano, recebeu sua primeira convocação para a seleção principal. No Campeonato Europeu de Voleibol Feminino Sub-21 de 2022, a Itália conquistou a medalha de ouro, com Omoruyi sendo eleita a melhor ponteira do torneio. Ela fez parte da equipe italiana medalhista de ouro nas Olimpíadas de Verão de 2024 em Paris, substituindo a lesionada Alice Degradi.